# Гуркюфф, Кристиан
Кристиан Гуркюфф (фр. Christian Gourcuff; род. 5 апреля 1955, Анвек) — французский футболист и футбольный тренер бретонского происхождения.

## Тренерская карьера
В 1982 году Кристиан подписал контракт с футбольным клубом «Лорьян» в качестве играющего тренера в возрасте 27 лет. Под его руководством клуб дошёл до второго дивизиона за четыре сезона. В 1983 году его команда признается одной из лучших во Франции. Но вскоре Кристиан ушёл в «Ле-Ман», где выступал так же в качестве играющего тренера в третьем дивизионе. Вскоре Кристиан омолаживает команду и занимает второе место в дивизионе. Позже он того же достигает с «Лорьяном».
Некоторое время спустя Гуркюфф решил поэкспериментировать и поиграть в канадской лиге. После этого он вернулся к тренерской деятельности уже в «Пон-л’Аббе». В 1991 году он покинул клуб, после чего вернулся в «Лорьян», который вновь оказался в третьей лиге. Там он вскоре начинает прорыв с командой вплоть до первого дивизиона, что происходит в 1998 году. Там он признается лучшим тренером года и вскоре играет в элитной лиге. Впрочем, там Кристиана ожидает провал, после чего он попадает в катарский клуб «Аль-Гарафа». После этого он вновь в 2003 году возвращается во французский клуб, где реформирует его вплоть до 2006 года. Вскоре он продлевает контракт с командой до 2014 года и выводит её в первый дивизион чемпионата Франции.
Летом 2014 года Гуркюфф подписал контракт со сборной Алжира. 3 апреля 2016 года Гуркюфф по обоюдному согласию сторон расторг контракт со сборной Алжира.
Через год после этого Гуркюфф уже не просто расстался со своей командой, а был уволен из-за неудовлетворительных результатов — руководство «Ренна» 7 ноября 2017 года отправило его в отставку.

## Личная жизнь
Отец футболиста Йоанна Гуркюффа.